# Bouchetia
Genre
Bouchetia est un genre de plantes de la famille des Solanaceae.

## Liste d'espèces
Selon NCBI (24 mars 2012) :
- Bouchetia anomala
- Bouchetia erecta

Selon ITIS (24 mars 2012) :
- Bouchetia anomala (Miers) Britton & Rusby

Selon Catalogue of Life (24 mars 2012) :
- Bouchetia erecta